# Congrégation laïque masculine
Une congrégation laïque masculine est un institut de vie consacrée de l'Église catholique dont les membres prononcent des vœux simples (par opposition aux vœux solennels) et ne sont pas (ou rarement) prêtres.

## Historique
Les congrégations religieuses laïques voient le jour vers la fin du XVIIe siècle, Jean-Baptiste de La Salle fonde les frères des écoles chrétiennes en 1680. La plupart se dédient à l'instruction de la jeunesse et à des œuvres de charité (soins des malades, des orphelins, prisonniers), habituellement elles excluent la prêtrise pour leurs membres mais quelques instituts l'autorisent pour exercer la fonction d'aumônier de la communauté. Ces instituts sont prévus par le droit canonique 588 - § 3. Ils peuvent être de droit pontifical ou de droit diocésain.

## Congrégations de droit pontifical
- Frères des écoles chrétiennes (1680)
- Frères de Saint-Gabriel (1715)
- Frères chrétiens (1802)
- Frères de la Présentation (1802)
- Frères de la Charité de Gand (1807)
- Frères de Saint Patrick (1808)
- Frères maristes (1817)
- Frères franciscains de Mountbellew (1818)
- Frères de l'instruction chrétienne de Ploërmel (1819)
- Frères du Sacré-Cœur (1821)
- Institut de l'œuvre de la jeunesse Jean Joseph Allemand (1821)
- Frères de Notre-Dame-de-Lourdes (1830)
- Frères de saint-Joseph-Benoît Cottolengo (1833)
- Frères de la Sainte Famille de Belley (1835)
- Frères de la Miséricorde de Malines (1837)
- Frères de Saint-François-Xavier (1839)
- Frères de l'Immaculée-Conception de Maastricht (1840)
- Frères de Saint Louis de Gonzague (1840)
- Frères de la Miséricorde de Marie-Auxiliatrice (1850)
- Frères de l'Immaculée-Conception de Huijbergen (1854)
- Frères de la Bienheureuse Vierge Marie, Mère de Miséricorde (1854)
- Pauvres Frères de Saint-François-Séraphique (1857)
- Fils de l'Immaculée Conception (1857)
- Frères de la Miséricorde de Montabaur (1858)
- Frères franciscains de Brooklyn (1858)
- Frères franciscains de la Sainte-Croix (1862)
- Fils de Notre-Dame des Douleurs (1880)
- Frères missionnaires de Saint François d'Assise (1901)
- Frères Joséphites du Rwanda (1931)
- Petits Frères de Jésus (1933)

## Congrégations de droit diocésain
- Frères de Saint Jérôme Émilien (1839)
- Frères de la doctrine chrétienne de Strasbourg (1845)
- Frères de Notre-Dame des Sept Douleurs d'Amsterdam (1851)
- Frères de Saint-Joseph du Sénégal (1865)
- Frères de Notre-Dame du Sacré-Cœur (1873)
- Frères du Tiers-Ordre de Saint François, serviteurs des pauvres (1888)
- Frères du Cœur de Jésus (1921)
- Petits Frères du Sacré-Cœur de Jésus (1933)
- Frères Joséphites de Kinzambi (1937)
- Frères de l'Assomption (1952)
- Petits Frères de l'Évangile (1956)
- Frères missionnaires de la Charité (1963)
- Frères de la Résurrection (1971)

## Congrégations éteintes
- Frères de l’institution chrétienne de Viviers (1810) fusion avec les frères maristes en 1844.
- Frères de la Croix de Jésus fondés en (1816) fusion avec les clercs de Saint-Viateur en 1922.
- Frères de saint Joseph de Ruillé-sur-Loir (1820) fusion avec la congrégation de Sainte-Croix en 1837.
- Frères de la doctrine chrétienne de Nancy (1822) fusion avec les frères maristes en 1912.
- Frères de l'instruction chrétienne de Saint-Paul-Trois-Châteaux (1823) fusion avec les frères maristes en 1842.
- Frères de saint Jean de Dieu de Gand (1825) fusion avec les frères de Saint Jérôme Émilien en 1946.
- Frères de saint Joseph de Saint-Fuscien[3] (1825) disparus à la suite des lois anticongrégationistes[4]
- Frères de La Côte-Saint-André (1830) fusion avec les frères maristes en 1830.
- Frères de saint Odilon aux Ternes (1837) fusion avec les clercs de Saint-Viateur en 1844.
- Frères agriculteurs de saint François d'Assise dit de Saint-Antoine-des-Bois (1839) fusion avec les salésiens en 1899.
- Frères de l'Instruction Chrétienne d'Auch (1841) fusion avec les frères de l'instruction chrétienne de Ploërmel en 1876.
- Frères de la Miséricorde de Montebourg (1842) fusion avec les frères des écoles chrétiennes en 1938.
- Frères de Notre-Dame de l'Annonciation de Misserghin (1849) fusion avec la congrégation du Saint-Esprit en 1901.
- Frères de Sainte-Marie de Tinchebray (1850) fusion avec les frères de l'instruction chrétienne de Ploërmel en 1880.
- Frères de saint François Régis de la Roche-Arnaud (1850) fusion avec les frères maristes en 1959.
- Frères de saint Jean de Rodez (1851) fusion avec les clercs de Saint-Viateur en 1854.
- Frères de saint Isidore (1859) éteint en 1870[5].
- Frères de la Sainte Famille (1872) éteint en 1928. (voir Louis Marie Palazzolo)
- Frères de la Mère de Dieu du Kiang-Nang (1884) fusion avec les frères maristes en 1909.
- Frères de Notre-Dame des Champs à Saint-Damien-de-Buckland[6] (1902) fusion avec les clercs de Saint-Viateur en 1931.
- Frères de saint Pierre Claver de Uturu (1944) fusion avec les frères maristes en 1956.
- Petits Frères du Bon Pasteur (1951) fusion avec l'ordre des hospitaliers de Saint-Jean-de-Dieu en 2015.